# Secret Garden (serial telewizyjny)
Secret Garden (kor.: 시크릿 가든, MOCT: Sikeurit Gadeun, dosł. Tajemniczy ogród) - 20-odcinkowy serial koreański nadawany przez południowokoreańską stację SBS od 13 listopada 2010 do 16 stycznia 2011 roku. Główne role odgrywają w nim Ha Ji-won, Hyun Bin, Yoon Sang-hyun oraz Kim Sa-rang.

## Obsada

### Główni bohaterowie
- Ha Ji-won jako Gil Ra-im – twarda, ale samotna, pracuje jako kaskaderka w szkole prowadzonej przez Im Jong-soo. Lubi mężczyzn, którzy potrafią uderzać szybciej niż ona, i znacznie bardziej od flirtowania lubi sparingi. Z powodu śmierci jej ojca gdy była jeszcze licealistką, pracuje ciężko i nie lubi polegać na innych. Jest wielką fanką znanego piosenkarza o pseudonimie Oska.
- Hyun Bin jako Kim Joo-won – apodyktyczny, impertynencki i arogancki dyrektor centrum handlowego, przyzwyczajony do luksusu i bycia najmądrzejszym. Cięty, nieustraszony i wyrachowany, kompletnie nie potrafi poradzić sobie z Gil Ra-im.
- Yoon Sang-hyun jako Choi Woo-young / Oska – sławny piosenkarz, który jednak powoli traci swoją sławę. Jest kuzynem Kim Joo-wona, z którym często spiera się i konkuruje niczym małe dziecko. Zwykł polegać na swoim uroku osobistym i pieniądzach, ale ponownie spotkanie swojej dawnej miłości i odkrycie talentu młodego człowieka sprawia, że coś w nim zaczyna się w nim zmieniać.
- Kim Sa-rang jako Yoon Seul – pierwsza miłość Oski i obecna narzeczona Joo-wona. Pochodzi z dobrze ustawionej rodziny, jest jednocześnie piękna i bystra. Nie jest w stanie wybaczyć Osce, stara się go ranić na każdym kroku. W to wchodzi również zaręczenie się z Joo-wonem, którego uważa za naprawdę przystojnego.
- Lee Philip jako dyrektor Im Jong-soo – dzięki studiom w Ameryce Im Jong-soo mówi płynnie po angielsku i ma kontakty w wielu miejscach, również w Hollywood. Pomimo burkliwego i szorstkiego obejścia, dba o swoich podopiecznych. Ma słabość do Ra-im.
- Lee Jong-suk jako Han Tae-sun – młody talent odkryty przez Oskę na wyspie Czedżu.
- Yoo In-na jako Min Ah-young – najlepsza przyjaciółka i współlokatorka Ra-im. Pracuje w centrum handlowym należącym do Joo-wona.
- Park Joon-geum jako Moon Boon-hong – matka Joo-wona.
- Kim Ji-sook jako Moon Yeon-hong – matka Oski.
- Kim Sung-oh jako sekretarz Kim – asystent Joo-wona, który podkochuje się w Im Ah-young.

### Gościnnie
- Choi Yoon-so jako Kim Hee-won
- Kim Sung-kyum jako Moon Chang-soo
- Lee Byung-joon jako Park Bong-ho
- Sung Byung-sook jako Park Bong-hee
- Yoon Gi-won jako Choi Dong-kyu
- Kim Gun jako Yoo Jong-heon
- Yoo Seo-jin jako Lee Ji-hyun
- Jang Seo-won jako Hwang Jung-hwan
- Jung In-gi
- Baek Seung-hee jako Park Chae-rin
- Kim Dong-gyoon
- Kim Mi-kyung
- Nam Hyun-joo
- Kim Sung-hoon
- Kang Chan-yang
- Min Joon-hyun
- Heo Tae-hee
- Song Yun-ah jak ona sama (gościnnie)
- Beige (gościnnie)
- Lee Joon-hyuk jako on sam (gościnnie, ep 8)
- Baek Ji-young jako ona sama (gościnnie, ep 13)
- Son Ye-jin jako ona sama (gościnnie, ep 20)

## Ścieżka dźwiękowa
| 2010                                           | „Geuyeoja (그여자)” (Baek Ji Young)     | 2  | - KOR: 1 929 647+ | Part 1      |
| 2010                                           | „Here I Am” (4MEN feat. Mi)             | 26 | - KOR: 907 890+   | Part 1      |
| 2010                                           | „Balabonda (바라본다)” (Yoon Sang-hyun) | 68 |                   | Part 1      |
| 2010                                           | „Natana (나타나)” (Kim Bum-soo)         | 13 | - KOR: 1 067 344+ | OST Special |
| 2010                                           | „Geunamja (그남자)” (Baek Ji-young)     | 25 |                   | OST Special |
| 2010                                           | „Iyu (이유)” (Shin Yong-jae (2F))       | 3  | - KOR: 1 125 777+ | OST Special |
| 2010                                           | „Sangcheoman (상처만)” (Bois)           | 28 |                   | OST Special |
| 2010                                           | „Moshae (못해)” (MIIII)                 | 45 |                   | OST Special |
| "—" oznacza, że wydawnictwo nie było notowane. |                                         |    |                   |             |

| Secret Garden OST Special CD 1 | Secret Garden OST Special CD 1                            | Secret Garden OST Special CD 1 |
| Nr                             | Tytuł utworu                                              | Długość                        |
| ------------------------------ | --------------------------------------------------------- | ------------------------------ |
| 1.                             | „Geuyeoja (그여자)” (Baek Ji-young)                       |                                |
| 2.                             | „Neoneun naui bom-ida (너는 나의 봄이다)” (Sung Si-kyung) |                                |
| 3.                             | „Iyu (이유)” (Shin Yong-jae (2F))                         |                                |
| 4.                             | „Here I Am” (4MEN, MIIII)                                 |                                |
| 5.                             | „Natana (나타나)” (Kim Bum-soo)                           |                                |
| 6.                             | „Han yeoja (한 여자)” (Ben)                               |                                |
| 7.                             | „Moshae (못해)” (MIIII)                                   |                                |
| 8.                             | „Sangcheoman (상처만)” (Bois)                             |                                |
| 9.                             | „Natana (Ballade Ver.) (나타나 (Ballade Ver.))” (Yoari)   |                                |
| 10.                            | „You Are My Everything” (Jeong Ha-yoon)                   |                                |
| 11.                            | „Here I Am (Piano Ver.)” (MIIII)                          |                                |
| 12.                            | „Geunamja (그남자)” (Baek Ji-young)                       |                                |

| Secret Garden OST Special CD 2 | Secret Garden OST Special CD 2            | Secret Garden OST Special CD 2 |
| Nr                             | Tytuł utworu                              | Długość                        |
| ------------------------------ | ----------------------------------------- | ------------------------------ |
| 1.                             | „Geunamja (그남자)” (Hyun Bin)            |                                |
| 2.                             | „Nunmuljali (눈물자리)” (Oska)            |                                |
| 3.                             | „Liar” (Oska)                             |                                |
| 4.                             | „Donghwa” (Yiruma)                        |                                |
| 5.                             | „Balabonda” (Yoon Sang-hyun)              |                                |
| 6.                             | „Here I Am (Drama Ver.)” (Yoon Sang-hyun) |                                |
| 7.                             | „Main Title” (różni artyści)              |                                |
| 8.                             | „Lovely Oscar” (różni artyści)            |                                |
| 9.                             | „Guardian Angel” (różni artyści)          |                                |
| 10.                            | „Mystery Garden” (różni artyści)          |                                |
| 11.                            | „Love Potion” (różni artyści)             |                                |
| 12.                            | „My Darling Lime” (różni artyści)         |                                |
| 13.                            | „Confusion” (różni artyści)               |                                |
| 14.                            | „My Daddy” (różni artyści)                |                                |
| 15.                            | „Virgin Love” (różni artyści)             |                                |
| 16.                            | „Secret Garden” (różni artyści)           |                                |

| Secret Garden OST Part.1 | Secret Garden OST Part.1                | Secret Garden OST Part.1 |
| Nr                       | Tytuł utworu                            | Długość                  |
| ------------------------ | --------------------------------------- | ------------------------ |
| 1.                       | „Geuyeoja (그여자)” (Baek Ji-young)     |                          |
| 2.                       | „Here I Am” (4MEN, MIIII)               |                          |
| 3.                       | „Balabonda (바라본다)” (Yoon Sang-hyun) |                          |

| Secret Garden OST Part.2 | Secret Garden OST Part.2            | Secret Garden OST Part.2 |
| Nr                       | Tytuł utworu                        | Długość                  |
| ------------------------ | ----------------------------------- | ------------------------ |
| 1.                       | „Natana (나타나)” (Kim Bum-soo)     |                          |
| 2.                       | „Moshae (못해)” (MIIII)             |                          |
| 3.                       | „Geunamja (그남자)” (Baek Ji-young) |                          |

| Secret Garden OST Part.3 | Secret Garden OST Part.3          | Secret Garden OST Part.3 |
| Nr                       | Tytuł utworu                      | Długość                  |
| ------------------------ | --------------------------------- | ------------------------ |
| 1.                       | „Iyu (이유)” (Shin Yong-jae (2F)) |                          |
| 2.                       | „Sangcheoman (상처만)” (Bois)     |                          |
| 3.                       | „Here I Am (Piano Ver.)” (MIIII)  |                          |

| Secret Garden OST Part.4 | Secret Garden OST Part.4                                  | Secret Garden OST Part.4 |
| Nr                       | Tytuł utworu                                              | Długość                  |
| ------------------------ | --------------------------------------------------------- | ------------------------ |
| 1.                       | „Neoneun naui bom-ida (너는 나의 봄이다)” (Sung Si-kyung) |                          |
| 2.                       | „Natana (Female Ver.) (나타나 (Female Ver.))” (Yoari)     |                          |
| 3.                       | „You Are My Everything” (Jeong Ha-yoon)                   |                          |

| Secret Garden OST Part.5 | Secret Garden OST Part.5          | Secret Garden OST Part.5 |
| Nr                       | Tytuł utworu                      | Długość                  |
| ------------------------ | --------------------------------- | ------------------------ |
| 1.                       | „Geunamja (그남자)” (Hyun Bin)    |                          |
| 2.                       | „Han yeoja (한 여자)” (Ben)       |                          |
| 3.                       | „Here I Am” (Yoon Sang-hyun)      |                          |
| 4.                       | „Main Title” (różni artyści)      |                          |
| 5.                       | „Lovely Oscar” (różni artyści)    |                          |
| 6.                       | „Guardian Angel” (różni artyści)  |                          |
| 7.                       | „Mystery Garden” (różni artyści)  |                          |
| 8.                       | „Love Potion” (różni artyści)     |                          |
| 9.                       | „My Darling Lime” (różni artyści) |                          |
| 10.                      | „Confusion” (różni artyści)       |                          |
| 11.                      | „My Daddy” (różni artyści)        |                          |
| 12.                      | „Virgin Love” (różni artyści)     |                          |
| 13.                      | „Secret Garden” (różni artyści)   |                          |